# مارك فرنانديز (لاعب كرة قدم)
مارك فرنانديز (بالإسبانية: Marc Fernández Gracia) (29 أبريل 1990 بكوربيرا دي يوبريغات في إسبانيا - ) هو لاعب كرة قدم إسباني في مركز الهجوم. لعب مع اتحاد أبناء سخنين وريال مايوركا ونادي ساباديل ونادي كارتاخينا ونادي أوروبا (إسبانيا).

## وصلات خارجية
- مارك فرنانديز على موقع قاعدة بيانات كرة القدم.إي يو (الإنجليزية)
- مارك فرنانديز على موقع Soccerway.com (الإنجليزية)